# Papilio polyctor
A Papilio polyctor a rovarok (Insecta) osztályának lepkék (Lepidoptera) rendjébe, ezen belül a pillangófélék (Papilionidae) családjába tartozó faj.

## Előfordulása
A Papilio polyctor előfordulási területe Kelet-Afganisztán, Pakisztán, a Kasmír régió, India (Szikkimtól egészen Asszámig), Nepál, Bhután, Mianmar, Thaiföld, Észak-Vietnám és Laosz.

## Alfajai
- Papilio polyctor pinratai
- Papilio polyctor polyctor Boisduval, 1836
- Papilio polyctor ganesa
- Papilio polyctor significans
- Papilio polyctor stockleyi

## Megjelenése

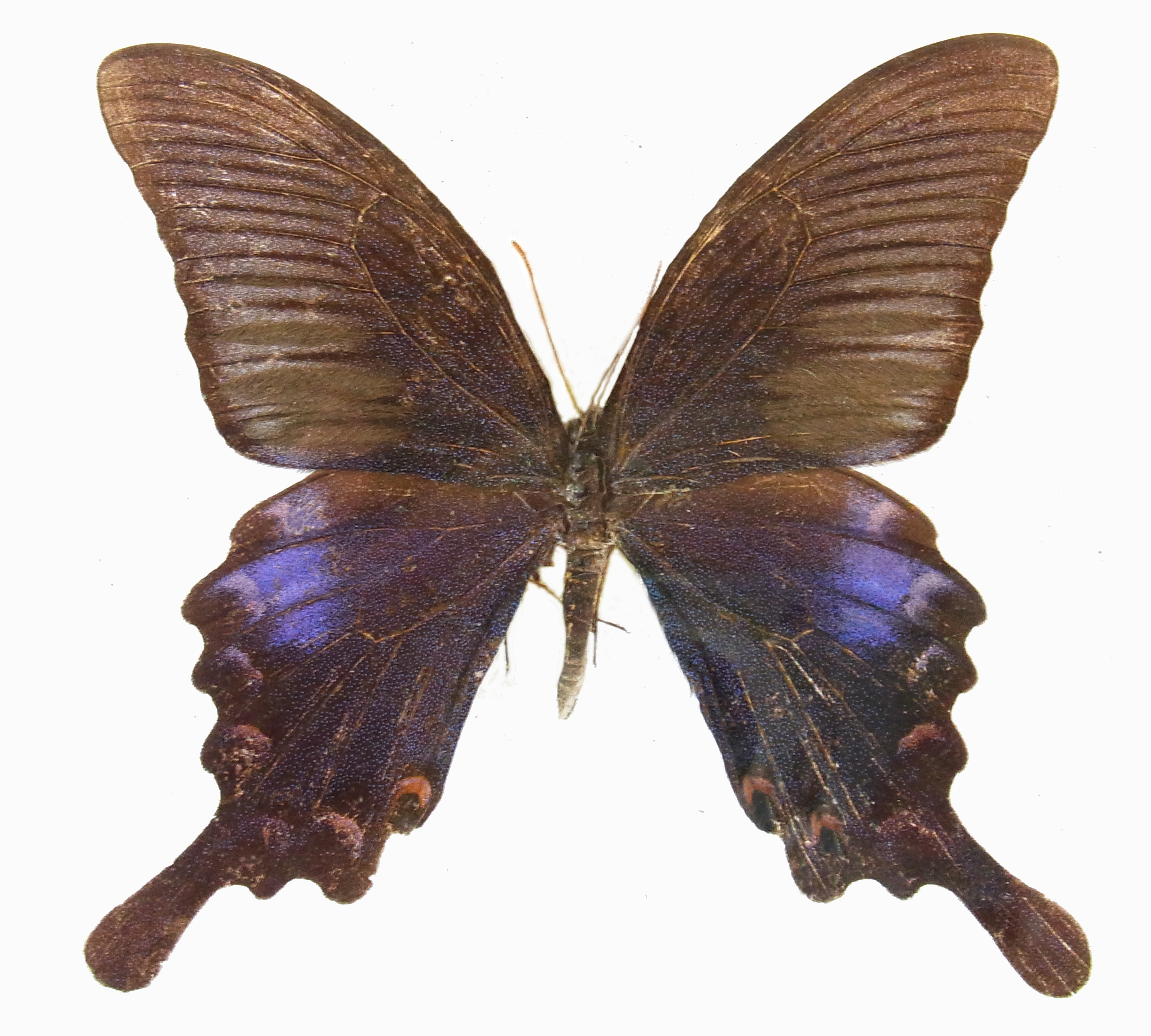
Imágó egy gyűjteményből

Szárnyfesztávolsága 10–14 centiméter. Fekete alapszínén elszórtan vannak fémfényű zöld pikkelyek. Hátsó szárnyán egy homályos szegélyű fémfényű kék folt, a hátsó szárny szegélyén pedig egy sor félhold alakú vörös folt van. Ez a hímnél halványabb vagy hiányzik, nála több és élénkebb a zöld szín és az elülső szárnya belső szegélyének közelében pedig hosszú fekete szőrökből álló hosszú folt van. Mindkét nemnek hosszú, megvastagodott végű faroknyúlvánnyal végződik a hátsó szárnya. A hím és nőstény között alig van nemi kétalakúság; a fajon belüli változatosság inkább az esős évszaki és a száraz évszaki alakok között mutatkozik.
A frissen kikelt hernyó, azaz a lárva világoszöld, néhány sárga mintázattal. A torjából pajzsszerű kinövés áll ki; ezt fekete csíkok tarkítják; ez részben takarja a fejét. A 7. és 12. szelvények között ferde állású világossárga vonalak vannak. A báb is világoszöld, sárga és fehér mintázatokkal; a feje tájéka erősen ívelt.

## Életmódja
A dombos és hegyvidékes területeket választja élőhelyül; a Himaláján akár 2100 méteres tengerszint feletti magasságra is felhatol. Az élőhelyén közönségesnek számít. Az imágó a Buddleja-fajok virágait látogatja; míg a hernyó a rutafélék (Rutaceae) közé tartozó Xanthoxylon alatummal táplálkozik.

### Fordítás
- Ez a szócikk részben vagy egészben  a   Papilio polyctor című angol Wikipédia-szócikk ezen változatának fordításán alapul.  Az eredeti cikk szerkesztőit annak laptörténete sorolja fel. Ez a jelzés csupán a megfogalmazás eredetét és a szerzői jogokat jelzi, nem szolgál a cikkben szereplő információk forrásmegjelöléseként.